# Yanji

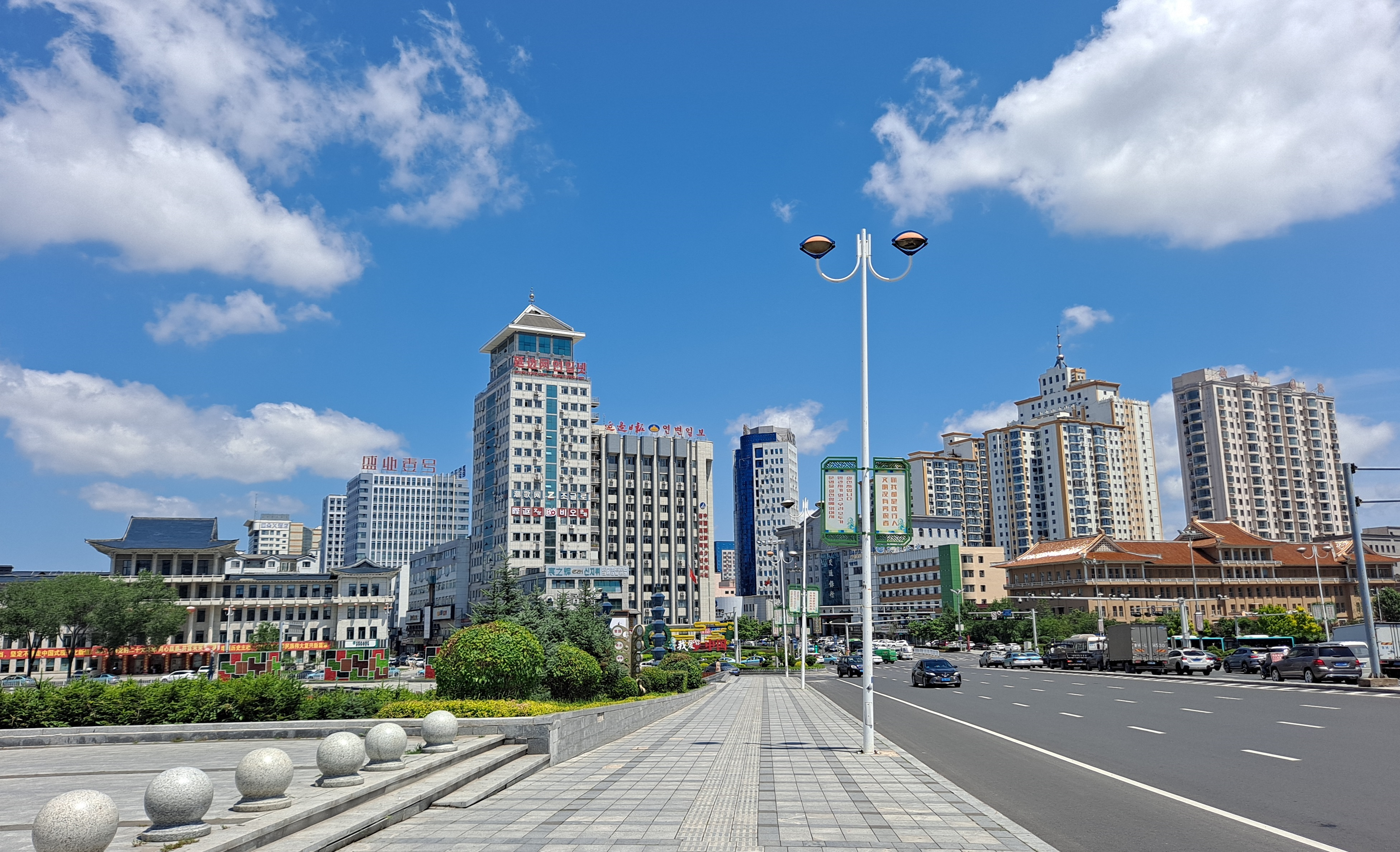
Yanji (2023)

Yanji (chinesisch 延吉市, Pinyin Yánjí Shì, koreanisch 연길시 RR Yeongil-si MCR Yŏn'gil-si; alternativ 옌지시 Yenji-si) ist eine chinesische kreisfreie Stadt des Autonomen Bezirks Yanbian der Koreaner in der Provinz Jilin. Die Fläche beträgt 1.722 Quadratkilometer und die Einwohnerzahl 562.959 (Stand: Zensus 2010).
1928 gründeten die Missionsbenediktiner ein Kloster in Yanji, das aufgrund seiner erfolgreichen Missionstätigkeit bald zur Abtei erhoben, jedoch im Zuge der chinesischen Revolution aufgehoben wurde. Einige Ordensbrüder konnten fliehen und gründeten das Kloster Waegwan.
Seit 2022 ist Yanji an das nationale Hochgeschwindigkeitsnetz angebunden.

## Bildung
In Yanji befindet sich die Yanbian-Universität des Autonomen Bezirks Yanbian, die den Auftrag hat, der Koreanisch sprechenden Minderheit eine höhere Bildung zu ermöglichen. Zusätzlich gibt es in Yanji noch die technisch ausgerichtete Universität für Wissenschaft und Technik Yanbian.